# Buyeo Pung
Buyeo Pung (부여풍, 623 – 668), foi um príncipe de Baekje um dos Três Reinos da Coreia. Ele era filho do último rei, Uija de Baekje. Quando Baekje foi derrotado pela aliança Silla-Tang em 660, ele costurou a aliança de Baekje com o Japão dos Yamato. Pouco depois foi oficialmente proclamado rei.
Voltou para Baekje com um exército japonês e o general Yamato Abe Hirafu para reviver seu país. O general Boksin das forças de resistência Baekje deu a ele o título de Rei Pungjang (풍장 왕, 豊 璋 王). Ele juntou forças com a resistência Baekje liderada pelo general Boksin. Em 663, no entanto, a resistência Baekje e o Japão perderam a Batalha de Baekgang para o exército conjunto Tang-Silla, e Baekje entrou em colapso.  O príncipe fugiu para o vizinho Koguryo. Quando Koguryo também foi vencido pelas forças Tang-Silla, Buyeo Pung foi capturado pelo exército Tang e enviado para o sul da China no exílio. Sua vida posterior é desconhecida.
Um de seus irmãos, Zenkō (善光 ou 禅広), estabeleceu-se no Japão e recebeu o nome de família Kudara no Konikishi (百濟王; rei de Baekje) pelo imperador do Japão.